# غلوبال فورس ريسلينغ
جلوبال فورس انترتينمنت، شركة ذات المسؤولية المحدودة (ال ال اس), d/b/a جلوبال فورس ريسلينج (GFW), اتحاد مصارعة محترفة أمريكي اسس بواسطة جيف جاريت، مؤسس ومالك اتحاد توتال نون ستوب اكشن السابق (الذي يعرف باسم إمباكت ريسلنغ (شركة)) هو وزوجته كارين جاريت في عام 2014 .
اقام الاتحاد العديد من الأحداث المباشرة والتسجيلات لبرنامج تلفزيوني محتمل. عاد جيف جاريت إلى اتحاد TNA في دور تنفيذي في يناير 2017، وأعلنت كارين جاريت أن GFW «اندمجت» مع اتحاد في 20 أبريل 2017. اقترض اتحاد Impact Wrestling اسم GFW في الشهر التالي، ولكن تم إسقاطه عندما غادر جيف جاريت الشركة بعد أربعة أشهر. استأنف جاريت الترويج للأحداث تحت اسم في ديسمبر 2017.

## التكوين والأحداث المباشرة
مع وجود جيف جاريت كمالك أقلية في TNA Wrestling ،  ظهر لأول مرة العلامة التجارية لـجلوبال فورس ريسلينج (الاسم التجاري جلوبال فورس انترتينمينت، شركة ذات المسؤولية المحدودة (LLC))  في أبريل 2014 وبدأ في الترويج للعلامة التجارية وإقامة شراكات دولية مع اتحادات المصارعة المختلفة عبر العالم. كانت لدى المنظمة شراكة إستراتيجية مع 25/7 للإنتاج وديفيد بروم (مؤلف برنامج الخاسر الاكبر الذي يعرض علي شبكة ان بي سي).  صرح بروم أن المنظمة تخطط لإنشاء محتوى جديد على الهواء 52 أسبوعًا سنويًا.
بحلول شهر أغسطس عام 2014، أعلنت GFW عن عمل اتفاقات مع الاتحاد المكسيكي لوتشا ليبري تربل ايه ورلد وايد (AAA)،  الاتحاد الياباني نيو جابان برو ريسلينج (NJPW)،  والكثير من اتحادات المصارعة الأوروبية،  اتحاد المصارعة الجنوب أفريقي ورلد ريسلينج بروفيشينالز (WWP)،  واتحادات مصارعة من أستراليا ونيوزيلندا. كجزء من علاقة GFW مع New Japan Pro Wrestling ، فقد قدمت عرض NJPW ريسيل كينجدوم 9 في قاعة قبة طوكيو في سوق العروض الشهرية الأمريكي في 4 يناير 2015. علق علي العرض باللغة الإنجليزية جيم روس ومات ستريكر. وورد أن عرض ريسيل كينجدوم 9 قد اجتذبت ما بين 12000 و 15000 عملية شراء في أمريكا الشمالية.

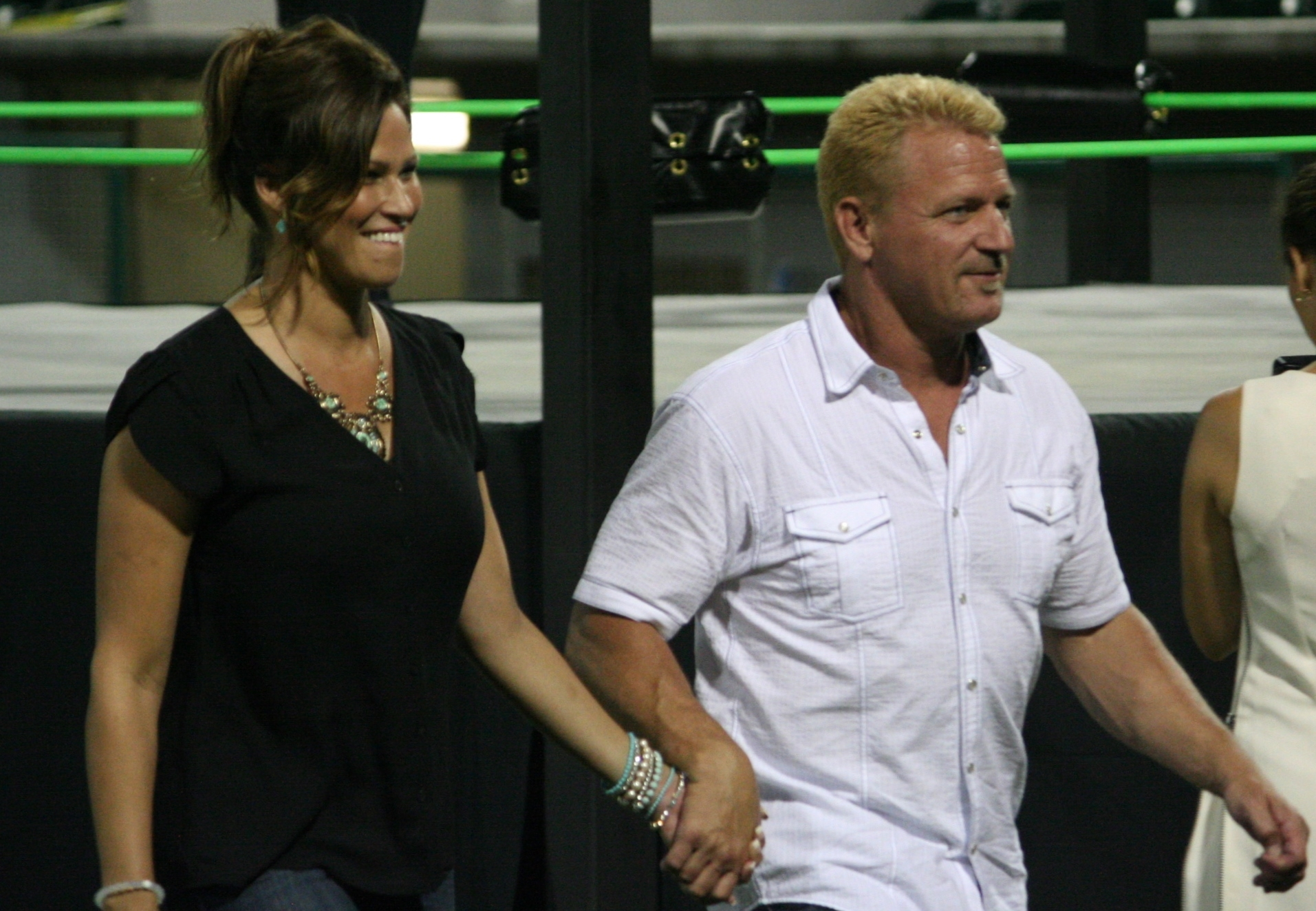
المؤسسين المشاركين كارين وجيف جاريت

في مايو 2015، أعلن جاريت عن المواهب في قائمة اتحاده، والتي تضمنت أعضاء نادي الرصاص كارل أندرسون ودوس جالوز، وفريق كيلر ايليت سكواد، وتشايل سونين كمحلل خبير. كما أعلن جاريت أنه سيتم تتويج أربعة أبطال لاربع بطولات وهي
(البطولة العالمية والنيكست جينيريشن والفرق والنساء) في 24 يوليو.
أقيم أول عرض للاتحاد في 12 يونيو 2015، في قاعة ذا بولبارك بجاكسون في جاكسون ، تينيسي، كجزء من «جولة جراند سلام» التي نظمتها GFW ، والتي تضمنت إقامة فعاليات في ملاعب البيسبول الثانوية. في الحدث الرئيسي لهذا العرض، هزم كارل أندرسون ودوس جالوز فريق نيو هيفانلي بوديز.
في 9 يوليو 2015، أعلن جيف جاريت أن اسم البرنامج التلفزيوني لـ GFW هو " Amped ". حدث تسجيلات لعروض Amped في اورليانز ارينا في لاس فيجاس ، نيفادا في 24 يوليو، 21 أغسطس، و 23 أكتوبر 2015. في مقابلة في ديسمبر 2015، قال جيف جاريت إن لديهم برنامجًا لمدة ساعة 16 تم تصويرها في تسجيلات
لاس فيجاس ويأملون أن يتم بث البرامج على مستوى العالم في التلفزيون في المستقبل.
أعلنت GFW أنها وقعت صفقة توزيع تلفزيون دولية مع Boulder Creek TV في المملكة المتحدة في 14 سبتمبر 2015،  ومع TVNZ Duke في نيوزيلندا في 18 فبراير 2016. على الرغم من هذا، الشرائط من Amped لم يتم بثها في أي وقت مضى حتى عام 2017، عندما تم بث لقطات منها بثت كـ تي ان ايه ون نايت اونلي خاصة دفع مقابل المشاهدة.  وعموما، عقد الاتحاد حوالي 36 الأحداث الحية.

## بالاشتراك مع اتحاد TNA للمصارعة والدعاوى القضائية
بعد عودته إلى TNA في أوائل عام 2017 بصفته كبير المسؤولين المبدعين في الحملة الاتحاد، صرح جاريت بأن GFW وTNA
Wrestling التي تمت تسميتها حديثًا «أصبحت يومًا بيوم». في حلقة 20 أبريل من الامباكت ، أعلنت كارين جاريت أن GFW و TNA قد اندمجتا رسمياً. في بيان صحفي صدر في 28 يونيو، أعلنت TNA
أن شركتها الأم، Anthem Sports &amp; Entertainment Corp. قد أبرمت اتفاقية للحصول على حقوق GFW. بعد الإعلان، تم تغيير اسم العلامة التجارية Impact Wrestling واستحوذت على اسم Global Force Wrestling. أخذ جيف جاريت إجازة غياب غير محددة من الشركة في سبتمبر، وعادت الشركة الام ببطء إلى استخدام اسم Impact Wrestling. انتهت عملية إعادة صياغة علامة Impact Wrestling رسميًا في 23 أكتوبر، عندما أعلنت Impact عن إنهاء شراكتها التجارية مع Jeff Jarrett و GFW. لم تكتمل الصفقة الخاصة بشركة Anthem للحصول على GFW ولا يزال Jeff Jarrett يمتلك حقوق GFW.
في 14 أغسطس 2018، أعلن جيف جاريت وجلوبال فورس إنترتينمنت أنهم رفعوا دعوى ضد الشركة الأم لـ Impact Wrestling ، Anthem Sports & Entertainment ، في محكمة تينيسي المحلية بسبب انتهاكها لحقوق النشر على حقوق GFW ، حيث تمتلك Jarrett جميع شرائط الجي اف دبليو منذ إنشائها في عام 2014. 
في 25 فبراير 2019، تم الكشف عن أن جاريت رفع دعوى قضائية أخرى يدعي أن Impact Wrestling قد حذفت النسخ الرئيسية من جميع ساعات الـ16 من GFW Amped.

## عودة الاتحاد
عاد Global Force Wrestling مع عرض خاص أقيم لكنتاكي وايلد كاتس ونورثين وايلدكاتس في 27 ديسمبر 2017.
في مايو 2018، أعلن FITE TV أنهم توصلوا إلى اتفاق مع Global Force Entertainment لإنتاج محتوى لشبكة البث. الحدث الأول الذي أنتجته GFW لصالح FITE TV هو ستاركاست، والذي عقد خلال أسبوع أول اين من 28 أغسطس إلى 2 سبتمبر 2018. في 21 أكتوبر 2018، شاركت GFW في إنتاج عرض NWA الذكري السبعون مع اتحاد ناشونال ريسلينج اليانز في ناشفيل.

## تاريخ الالقاب

### بطولة الجي اف دبليو العالمية
| الترتيب | بطل                | تغيير البطولة  | تغيير البطولة       | تغيير البطولة     | حكم الاحصائيات | حكم الاحصائيات | ملاحظات                                                                                      | المرجع |
| الترتيب | بطل                | تاريخ          | العرض               | الموقع            | مرات حمل اللقب | أيام           | ملاحظات                                                                                      | المرجع |
| ------- | ------------------ | -------------- | ------------------- | ----------------- | -------------- | -------------- | -------------------------------------------------------------------------------------------- | ------ |
| 1       | نيك الديس / ماغنوس | 23 أكتوبر 2015 | جي اف دبليو اميبيد ‏ | لاس فيغاس، نيفادا | 1              | 547            | هزم بوبي رود ليصبح البطل الافتتاحي. وظهر في اتحاد TNA اثناء فترة حمله للقب.                  | [ 35 ] |
| 2       | البرتو إيل باترون  | 22 أبريل، 2017 | امباكت ريسلينج      | أورلاندو فلوريدا  | 1              | 71             |                                                                                              | [ 36 ] |
| -       | موحد               | 2 يوليو، 2017  | الاحتفال الخامس عشر | أورلاندو فلوريدا  | -              | -              | هزم ايل باترون بوبي لاشلي لتوحيد بطولة GFW العالمية مع بطولة بطولة التي ان ايه للوزن الثقيل. | [ 37 ] |

### بطولة الجي اف دبليو نيكست جينيريشن
| الترتيب | بطل           | تغيير البطولة  | تغيير البطولة               | تغيير البطولة                | حكم الاحصائيات | حكم الاحصائيات | ملاحظات                                                                                         | المرجع |
| الترتيب | بطل           | تاريخ          | العرض                       | الموقع                       | مرات حمل اللقب | أيام           | ملاحظات                                                                                         | المرجع |
| ------- | ------------- | -------------- | --------------------------- | ---------------------------- | -------------- | -------------- | ----------------------------------------------------------------------------------------------- | ------ |
| 1       | بي جي بلاك    | 23 أكتوبر 2015 | جي اف دبليو امبيد           | لاس فيغاس، نيفادا            | 1              | 35             | هزم جيج سوه ‏، تي جيه بيركنز وفيرجيل فلين ليصبح البطل الافتتاحي.                                 | [ 35 ] |
| 2       | سونجاي دوت ‏   | 27 نوفمبر 2015 | عرض ريسل كيد للأبطال (2015) | وينستون سالم ، نورث كارولينا | 1              | 364            |                                                                                                 | [ 38 ] |
| 3       | كودي رودس     | 25 نوفمبر 2016 | عرض ريسل كيد للأبطال (2016) | وينستون سالم ، نورث كارولينا | 1              | 191            |                                                                                                 | [ 39 ] |
| -       | إبطال مفعولها | 4 يونيو، 2017  | -                           | -                            | -              | -              | في 4 يونيو 2017، أفيد أن عقد رودس قد انتهى بينما كان بطل. تم إلغاء تنشيط البطولة منذ ذلك الحين. | [ 40 ] |

### بطولة الجي اف دبليو للنساء
| الترتيب | البطلة            | تغيير البطولة  | تغيير البطولة     | تغيير البطولة     | حكم الاحصائيات | حكم الاحصائيات | ملاحظات                                                                           | المرجع |
| الترتيب | البطلة            | تاريخ          | العرض             | الموقع            | مرات حمل اللقب | أيام           | ملاحظات                                                                           | المرجع |
| ------- | ----------------- | -------------- | ----------------- | ----------------- | -------------- | -------------- | --------------------------------------------------------------------------------- | ------ |
| 1       | كريستينا فون إيري | 23 أكتوبر 2015 | جي اف دبليو امبيد | لاس فيغاس، نيفادا | 1              | 546            | هزمت امبر اونيل لتصبح البطلة الافتتاحية.                                          | [ 35 ] |
| 2       | سيننا             | 21 أبريل 2017  | امباكت            | أورلاندو فلوريدا  | 1              | 72             |                                                                                   | [ 41 ] |
| -       | موحد              | 2 يوليو، 2017  | سلامي فرسري 2017 ‏ | أورلاندو فلوريدا  | -              | -              | هزمت سيينا روزماري لتوحيد بطولة GFW للسيدات مع بطولة بطولة تي ان ايه النوك اوتس ‏. | [ 37 ] |

### بطولة الجي اف دبليو للفرق
| الترتيب | اسم بطل                                    | تغيير البطولة  | تغيير البطولة     | تغيير البطولة     | حكم الاحصائيات | حكم الاحصائيات | ملاحظات                                                                 | المرجع |
| الترتيب | اسم بطل                                    | تاريخ          | اسم العرض         | موقع              | مرات حمل اللقب | أيام           | ملاحظات                                                                 | المرجع |
| ------- | ------------------------------------------ | -------------- | ----------------- | ----------------- | -------------- | -------------- | ----------------------------------------------------------------------- | ------ |
| 1       | بوليوود بويز ‏ (جورف سيهرا ‏ وهارف سيهرا ‏)   | 23 أكتوبر 2015 | جي اف دبليو امبيد | لاس فيغاس، نيفادا | 1              | 406            | هزم رينو سكوم ‏ ليصبحوا الابطال الافتتاحين                               | [ 35 ] |
| -       | إخلاؤها                                    | 2 ديسمبر 2016  | -                 | -                 | -              | -              | تم تجريد البوليود بويز من الالقاب بسبب توقيع مع دبليو دبليو إي.         | [ 42 ] |
| 2       | لاتين اماريكان اكستشينج ‏ (أورتيز وسانتانا) | 23 أبريل 2017  | امباكت            | أورلاندو فلوريدا  | 1              | 70             | هزموا فريق VOW في نهائيات البطولة للفوز بالألقاب الشاغرة.               | [ 43 ] |
| -       | موحد                                       | 2 يوليو، 2017  | سلامي فرسري 2017 ‏ | أورلاندو فلوريدا  | -              | -              | تم توحيد البطولات مع بطولة التي ان ايه للفرق ‏ بعد أن دافع LAX عن كليهما | [ 37 ] |

### البطولات الأخرى التي استخدمها GFW من اتحادات مصارعة اخري
| اسم الاتحاد              | اسم البطولة               | بطل GFW الأخير         | عدد مرات حمل اللقب            | ملاحظات |
| ------------------------ | ------------------------- | ---------------------- | ----------------------------- | ------- |
| مجموع المصارعة بدون توقف | بطولة TNA ملك الجبال      | بي جي بلاك             | 27 يوليو 2015 - 28 يوليو 2015 | [ 44 ]  |
| مجموع المصارعة بدون توقف | بطولة العالم لفريق TNA    | براين مايرز وتريفور لي | 28 يوليو 2015 - 29 يوليو 2015 | [ 45 ]  |
| أوميغا بطولة المصارعة    | بطولة أوميغا للوزن الثقيل | تريفور لي              | 2 مايو 2015 - 21 نوفمبر 2015  | [ 46 ]  |

## روابط خارجية
- الموقع الرسمي